# Beziehungen zwischen Nepal und den Vereinigten Staaten

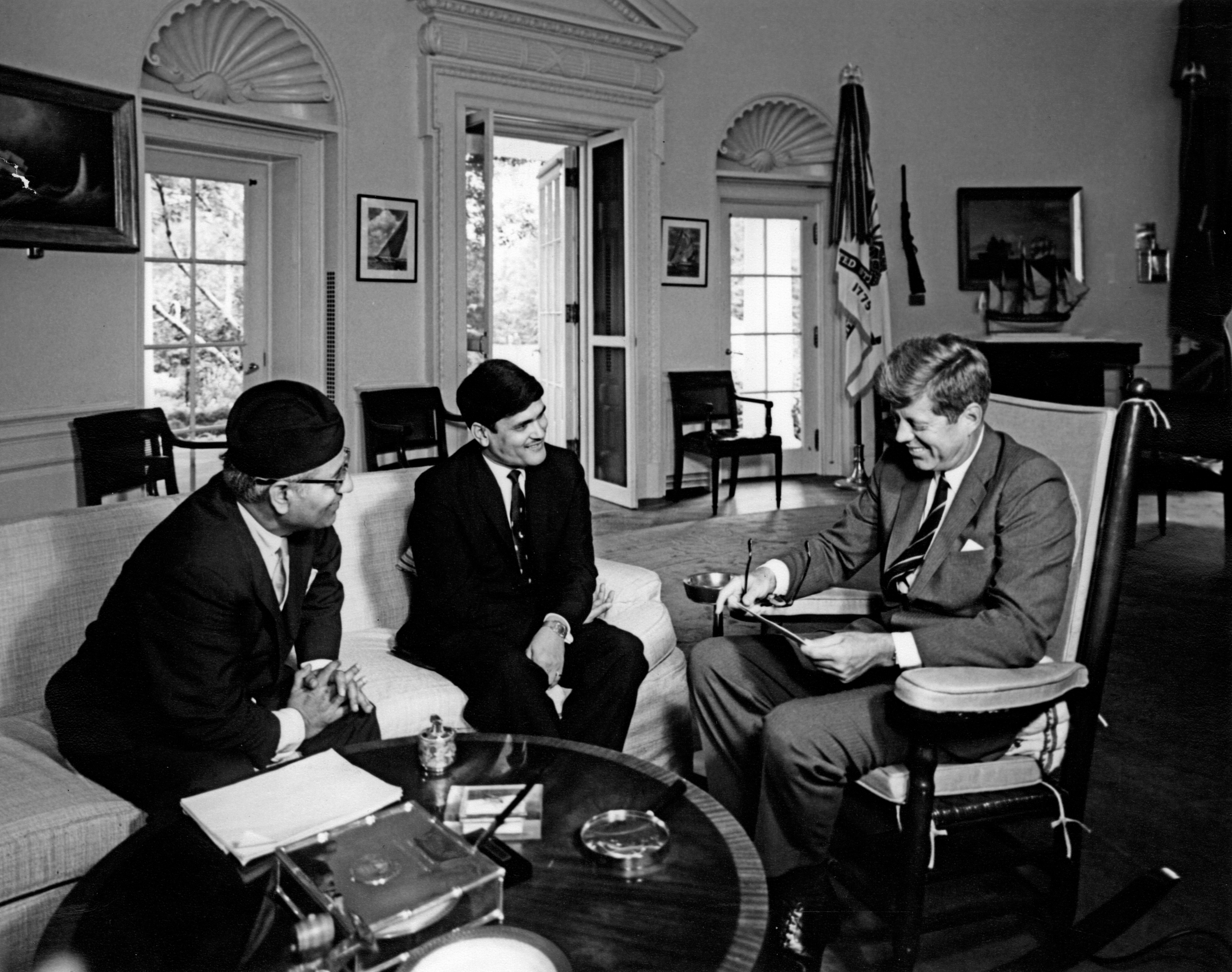
US-Präsident John F. Kennedy empfängt Nepals Premier Tulsi Giri im Weißen Haus (1963)

Die Beziehungen zwischen Nepal und den Vereinigten Staaten sind das zwischenstaatliche Verhältnis zwischen Nepal und den Vereinigten Staaten von Amerika (USA). Beide Staaten unterhalten enge diplomatische, wirtschaftliche und kulturelle Kontakte. In einem Bericht des Congressional Research Service von 2023 werden die bilateralen Beziehungen als freundschaftlich bezeichnet; die US-Politik habe zum Ziel, Nepal beim Aufbau einer „friedlichen, wohlhabenden, resilienten und demokratischen Gesellschaft“ zu unterstützen.

## Geschichte
Der erste offizielle Kontakt zwischen Nepal und den USA fand kurz nach dem Zweiten Weltkrieg statt. Die Vereinigten Staaten erkannten das damals von der Rana-Dynastie regierte Nepal im April 1947 diplomatisch an, als ein US-Gesandter einen Brief von Präsident Harry S. Truman an den König von Nepal in Kathmandu überreichte. Formelle diplomatische Beziehungen wurden am 25. April 1947 aufgenommen – die USA waren nach Großbritannien das zweite Land überhaupt, mit dem Nepal offizielle Beziehungen einging. Nepal eröffnete am 3. Februar 1958 eine eigene Botschaft in Washington, D.C., und am 6. August 1959 nahm die Botschaft der USA in Kathmandu ihren Betrieb auf.
Die USA gehörten zu den ersten Ländern, die Nepal wirtschaftlich unterstützten. 1951 schlossen beide Staaten ein erstes Abkommen zur Entwicklungszusammenarbeit im Rahmen von Präsident Trumans „Point-Four“-Programm. In den folgenden Jahrzehnten des Kalten Krieges blieb Nepal offiziell bündnisfrei, pflegte aber freundschaftliche Kontakte zum Westen. Die amerikanische Entwicklungshilfe trug unter anderem zur Bekämpfung von Malaria in Nepal bei: In den 1950er-Jahren unterstützte die US-Entwicklungsbehörde USAID Nepals Malariaprogramm, wodurch die Zahl der Erkrankungen von rund zwei Millionen auf weniger als 2500 Fälle (bis 1968) sank. Ein weiterer Pfeiler der bilateralen Beziehungen war das Peace Corps, durch das ab 1962 hunderte US-Freiwillige in Nepal tätig waren (etwa in den Bereichen Bildung, Landwirtschaft und Gesundheit). Dieses Freiwilligenprogramm wurde 2004 während des nepalesischen Bürgerkriegs vorläufig ausgesetzt, kehrte jedoch 2012 nach Nepal zurück.
Während des Bürgerkriegs in Nepal (1996–2006) unterstützten die USA die nepalesische Regierung zunächst mit militärischer Ausrüstung und Ausbildung, betrachteten die maoistischen Rebellen jedoch als Terrororganisation. Als König Gyanendra im Februar 2005 die Regierung entmachtete und die Notstandsherrschaft ausrief, setzten die USA – ebenso wie Indien und das Vereinigte Königreich – ihre Militärhilfe an Nepal aus.  Die maoistischen Aufständischen legten wenig später die Waffen nieder und unterzeichneten 2006 ein Friedensabkommen; sie wurden 2008 in die Regierung integriert, und die Monarchie wurde abgeschafft. Die USA begrüßten den demokratischen Wandel in Nepal und strichen die ehemalige maoistische Guerillabewegung 2012 von ihrer Terrorliste. Seither unterstützen die Vereinigten Staaten Nepal verstärkt bei der Festigung von Demokratie, Menschenrechten und Rechtsstaatlichkeit.

## Kultur und Migration
Kulturelle und personelle Verbindungen spielen in den bilateralen Beziehungen eine wachsende Rolle. In den USA lebt eine rasch wachsende nepalesische Diaspora, die laut US-Volkszählung 2020 bereits über 200.000 im Land lebende Personen umfasste (zum Vergleich: 2010 waren es rund 50.000). Etwa zwei Drittel aller Nepalesen in den USA sind erst nach 2010 eingewandert. Außerdem studieren nepalesische Studenten an amerikanischen Hochschulen, und jährlich besuchen viele US-Touristen Nepal – 2019 wurden über 90.000 amerikanische Besucher registriert.

## Wirtschaft
Die Wirtschaftsbeziehungen zwischen Nepal und den USA sind von Entwicklungszusammenarbeit, Handel und Investitionen geprägt. Die USA zählen zu Nepals wichtigsten Exportmärkten für Fertigwaren wie Teppiche, Textilien und Kunsthandwerk. Im Jahr 2022 belief sich der bilaterale Warenhandel auf rund 392 Millionen US-Dollar; die USA exportierten Güter im Wert von etwa 259 Mio. $ nach Nepal und importierten gleichzeitig für rund 133 Mio. $ nepalesische Waren. Nach dem verheerenden Erdbeben in Nepal 2015 stellten die Vereinigten Staaten umfassende Finanzhilfen für humanitäre Hilfe und Wiederaufbau bereit (insgesamt über 170 Millionen US-Dollar). Im Jahr 2011 unterzeichneten beide Staaten bereits ein Trade and Investment Framework Agreement (TIFA) als Rahmen für die Vertiefung der Handels- und Investitionsbeziehungen. Ein bedeutendes Kooperationsprojekt ist der „Millennium Challenge“-Entwicklungsfonds: 2017 vereinbarten die USA und Nepal ein MCC-Kompaktprogramm im Umfang von 500 Mio. $, das Investitionen in Straßen und Stromnetze in Nepal vorsieht; das nepalesische Parlament ratifizierte dieses Abkommen im Februar 2022.

## Diplomatische Standorte
Die Vereinigten Staaten unterhalten eine Botschaft in Kathmandu. Nepal verfügt über eine Botschaft in Washington, D.C. sowie ein Generalkonsulat in New York City; außerdem sind mehrere nepalesische Honorarkonsuln in US-Städten tätig.